# Kuchinoerabu-jima
Kuchinoerabu-jima (口永良部島) est une île du Japon dans l'archipel Ōsumi en mer de Chine orientale.

## Géographie

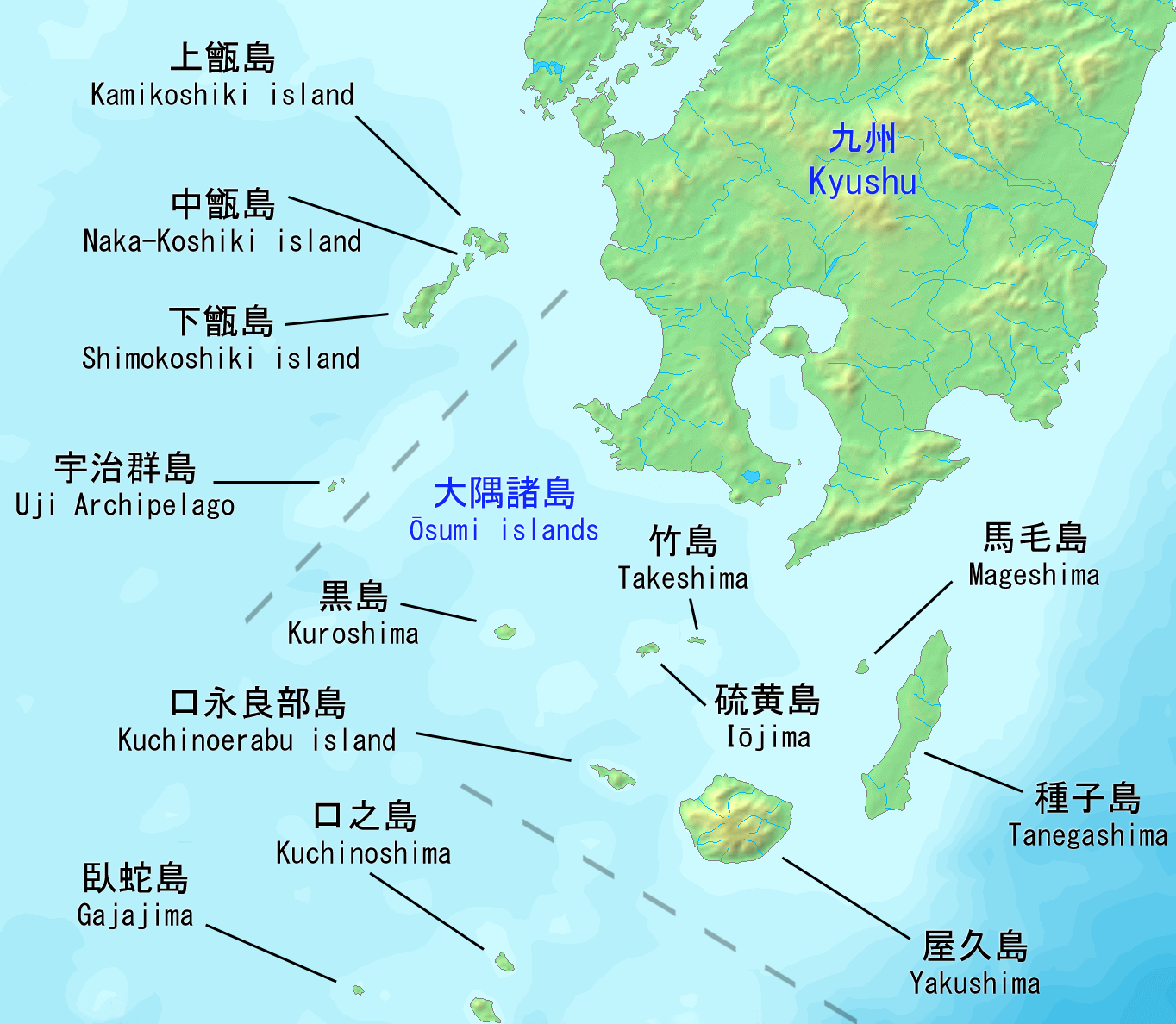
Localisation.

Située à 128 km au sud-sud-ouest de Kagoshima, l'île fait partie du parc national de Kirishima-Yaku. Il s'agit d'une terre d'origine volcanique.
L'île dépend administrativement du bourg de Yakushima (屋久島町, Yakushima-chō) de 13 000 habitants sur Yaku-shima. Le bourg fait partie du district de Kumage (熊毛郡, Kumage-gun).

## Histoire

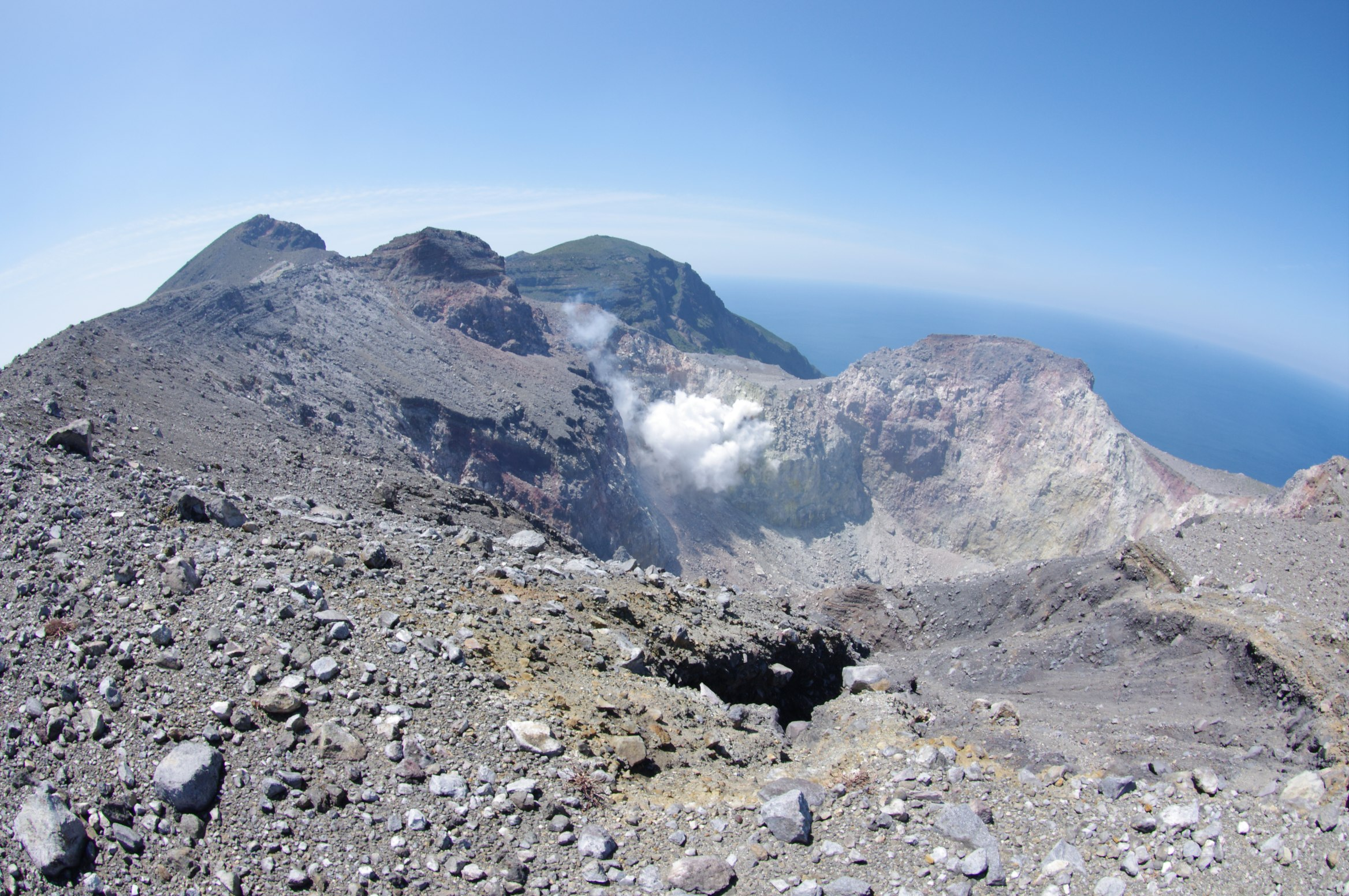
Le volcan Shindake.

Lors de l'époque d'Edo, elle appartient au clan Shimazu comme domaine de Satsuma et est alors considérée comme une partie de la province d'Ōsumi. A la restauration de Meiji, elle devient la propriété de Yakushima (Kagoshima).
L'île a un volcan actif qui a éclaté à plusieurs reprises ; parmi elles figure l'éruption du 24 décembre 1933. Plusieurs personnes furent alors tuées. Une éruption eut aussi lieu en 1980 ; le 4 août 2014 se produisit une nuée ardente qui ne fit aucune victime. Le cratère principal a de nouveau éclaté dans la matinée du 29 mai 2015, provoquant un niveau d'alerte de niveau 5. Des initiatives ont alors été prises pour évacuer toutes les personnes de l'île. En janvier et février 2019 a eu lieu une nouvelle éruption qui s'est traduite par l'émission d'un panache de cendres à une altitude de 600 mètres et d'un flux pyroclastique. L'éruption s'est cependant déroulée sur une période de faible durée.